# دیمیتریوس والویس
دیمیتریوس والویس (انگلیسی: Dimitrios Valvis؛ ۱۸۰۸ – ۳۰ نوامبر ۱۸۹۲) یک سیاست‌مدار اهل یونان بود.